# باشگاه فوتبال نورث گرینفورد یونایتد
باشگاه فوتبال نورث گرینفورد یونایتد (به انگلیسی: North Greenford United Football Club) یک باشگاه فوتبال در شهر گرینفورد، کشور انگلستان است که در سال ۱۹۴۴ میلادی تأسیس شده‌است.